# فورتول (آرائوکا)
فورتول (آرائوکا) (به اسپانیایی: Fortul) یک سکونتگاه مسکونی در کلمبیا است که در بخش آرائوکا واقع شده‌است.